# Пакатуба (Сержипи)
Пакатуба (порт. Pacatuba) — муниципалитет в Бразилии, входит в штат Сержипи. Составная часть мезорегиона Восток штата Сержипи. Входит в экономико-статистический микрорегион Жапаратуба. Население составляет 11 563 человека на 2006 год. Занимает площадь 407,3 км². Плотность населения — 28,39 чел./км².

## История
Город основан в 1953 году.

## Статистика
- Валовой внутренний продукт на 2004 составляет 78.110.527,00 реалов (данные: Бразильский институт географии и статистики).
- Валовой внутренний продукт на душу населения на 2004 составляет 6.760,48 реалов (данные: Бразильский институт географии и статистики).
- Индекс развития человеческого потенциала на 2000 составляет 0,584 (данные: Программа развития ООН).